# Mats Björklund
Mats Björklund, född 23 oktober 1949, död 15 juni 2022, var en svensk musiker (gitarrist). Björklund har som studiomusiker arbetat med artister som Donna Summer och på flera av Boney M:s album. Björklund arbetade på 1970-talet i Västtyskland med Giorgio Moroder i Musicland Studios i München, bland annat i gruppen Munich Machine. Han arbetade i början av 1980-talet med italienska musiker som Umberto Tozzi och duon Al Bano & Romina Power. Björklund har även medverkat på Spotnicks skivor.
Mats är brylling med musikerna Anders Johansson (trumslagare) och Jens Johansson.